# Attack Attack!
Attack Attack! ist eine Post-Hardcore-Band aus Westerville, Ohio. Sie bestand von 2005 bis 2013 und kündigte 2020 ein Comeback an.

## Geschichte
Die Band wurde 2005 von Austin Carlile, Ricky Lortz, Andrew Whiting, Nick White und Andrew Wetzel gegründet. Ricky Lortz und Nick White verließen allerdings noch vor ihrer ersten Veröffentlichung die Band und wurden durch Johnny Franck (Clean-Gesang, Rhythmus-Gitarre) und John Holgado (Bass) ersetzt. 2007 begannen Attack Attack! ihre erste EP If Guns Are Outlawed, Can We Use Swords? in den Paper Tiger Studios in Columbus aufzunehmen. Die EP wurde Anfang 2008 als kostenloser Internetdownload zur Verfügung gestellt und nie offiziell auf CD gepresst. Dennoch bescherte sie der Band im Juni 2008 einen Plattenvertrag bei Rise Records. Kurz danach schloss sich Caleb Shomo als Keyboarder der Band an und sie begannen ihr Debütalbum Someday Came Suddenly in den Foundation Recording Studios in Connersville, Indiana aufzunehmen. Das Album erschien am 11. November 2008 und erreichte trotz überwiegend negativer Kritiken Platz 193 auf den Billboard-200-Charts und wurde in der ersten Woche mehr als 3600 mal verkauft.
Noch im Jahr 2008 während einer Tour mit Maylene and the Sons of Disaster wurde Austin Carlile aufgrund persönlicher Differenzen mit den anderen Mitgliedern aus der Band geworfen. Die Lücke wurde von dem ehemaligen For All We Know-Sänger Nick Barham gefüllt. Am 9. März 2009 brachte das Label Fearless Records das Coveralbum Punk Goes Pop 2 heraus, auf dem Attack Attack! den Song I Kissed a Girl von Katy Perry noch mit Austin Carlile als Sänger coverten. Im gleichen Jahr durften sie auch auf der Warped Tour spielen. Am 4. Juni 2009 erschien die erste Single Stick Stickly, benannt nach einem Nickelodeon-Charakter aus der Sendung Nick in the Afternoon. Das dazugehörige Musikvideo wurde von der Presse sehr negativ aufgenommen und war Auslöser für das Internet-Phänomen „Crabcore“. Die Band nahm dies allerdings mit Humor und verkauft seitdem T-Shirts mit dem Aufdruck „Crab Fucking Core“ oder „Major League Crabcore“ mit dem abgewandelten MLB-Logo. Auch die Songs The People's Elbow und Dr. Shavargo Pt. 3 kamen als Single heraus, wobei zu letzterem auch ein Musikvideo bestehend aus Live-Mitschnitten veröffentlicht wurde.
Am 19. Oktober 2009 kündigte Nick Barham an die Band zu verlassen, daraufhin übernahm Keyboarder Caleb Shomo Barhams Posten als Sänger zusätzlich zum Keyboard. Zum Ende des Jahres tauchten in Live-Videos der Band die ersten Aufnahmen des neuen Songs Sexual Man Chocolate auf, der auf ihrem selbstbetitelten Album Attack Attack! im kommenden Jahr erscheinen sollte. Drei weitere Songs von ihrem zweiten Album, Renob, Nevada, AC-130 sowie A for Andrew, wurden Anfang 2010 zum ersten Mal präsentiert. Das neue Album erschien am 8. Juni 2010. Es wurde in der ersten Woche über 15.000 mal verkauft und erreichte Platz 26 auf den Billboard-200-Charts. Es erntete durchwachsene bis negative Kritiken in der Presse, wurde insgesamt jedoch besser bewertet als sein Vorgänger. Der große Erfolg der Band verhalf ihr dazu auf der Warped Tour 2010 zu spielen.
Am 10. November 2010 verließ Clean-Sänger und Rhythmus-Gitarrist Johnny Franck die Band um sich neu auf sein Leben und auf Gott zu konzentrieren. In dem offiziellen Statement der Band kündigten sie an, dass Caleb Shomo auf den Alben zusätzlich zu Keyboard und Unclean-Gesang nun auch den Clean-Gesang übernimmt. Als Live-Ersatz trat Sean Mackowski von My Ticket Home an Francks Stelle.
Am 11. Januar 2011 kam die erste Single des Albums Smokahontas heraus. Das dazugehörige Video wurde zehn Tage später veröffentlicht, welches bis heute fast zehn Millionen Mal angeklickt wurde. Im selben Jahr spielten sie erneut auf der Warped Tour 2011 wo sie ankündigten Attack Attack in einer Deluxe-Fassung mit vier neuen Songs, zwei Remixes und zwei Akustik-Versionen zu veröffentlichen. Die erste Single der Deluxe-Fassung Last Breath wurde am 7. Juni 2011 auf dem offiziellen YouTube-Kanal von Rise Records hochgeladen und am 27. Juni als Download zur Verfügung gestellt. Die Deluxe-Fassung erschien am 19. Juli 2011.
Attack Attack! begannen im Herbst 2011 mit den Aufnahmen für ihr drittes Studioalbum. Das erste Studio-Update wurde am 24. Oktober 2011 auf YouTube veröffentlicht. Der Titel des Albums und das Datum der Veröffentlichung wurde am 14. November bekanntgegeben, es soll This Means War lauten und am 17. Januar 2012 via Rise Records herauskommen. Produzent war diesmal Sänger Caleb Shomo anstatt Joey Sturgis, welcher die beiden Vorgänger produzierte.
Am 13. Dezember 2011 wurde der erste Song des neuen Albums, The Motivation, bei YouTube zum Stream bereitgestellt. Am 20. Dezember erschien der Song als Single bei iTunes.
Nach der Premiere der zweiten Single The Wretched mit einem dazugehörigen Musikvideo erschien This Means War am 17. Januar 2012. Das Album erreichte Platz 11 auf den Billboard-200-Charts und wurde innerhalb der ersten Woche über 17.000 mal verkauft. Anschließend folgte eine ausgedehnte Headline-Tour vom 26. Januar bis zum 26. Februar zusammen mit The Ghost Inside, Sleeping with Sirens und weiteren Bands.
Im Dezember 2012 kündigten John Holgado und kurz darauf auch Caleb Shomo an, die Band zu verlassen. Beide nannten unter anderem jahrelange klinische Depression als Gründe. Caleb Shomo möchte sich aber weiterhin seinem Electronic-Projekt CLASS und seiner Band Beartooth widmen. Als Ersatz traten Phil Druyor von I Am Abomination an Caleb Shomos und Tyler Sapp (langjähriger Merchandiseverkäufer von Attack Attack!) an John Holgados Stelle.
Am 22. April 2013 kündigte die Band als The Back in Action Tour ihre letzte Tour an und löste sich nach dem letzten Konzert auf.
Die verbliebenen Mitglieder gründeten eine neue Band namens Nativ, als zweiter Gitarrist stieg William Honto von Carta Immense ein. Mitte Oktober 2020, knapp mehr als sieben Jahre nach ihrer Auflösung, kündigte die Gruppe ihr Comeback an. Mit Produzent Joey Sturgis wurde die Arbeit an einem Comeback-Album aufgenommen.

## Diskografie

### Alben
| Jahr | Titel Musiklabel                   | Höchstplatzierung, Gesamtwochen, AuszeichnungChartsChartplatzierungen (Jahr, Titel, Musiklabel, Platzierungen, Wochen, Auszeichnungen, Anmerkungen) | Anmerkungen                             |
| Jahr | Titel Musiklabel                   | US | Anmerkungen                             |
| ---- | ---------------------------------- | --- | --------------------------------------- |
| 2008 | Someday Came Suddenly Rise Records | US193 (1 Wo.)US | Erstveröffentlichung: 11. November 2008 |
| 2010 | Attack Attack! Rise Records        | US27 (5 Wo.)US | Erstveröffentlichung: 8. Juni 2010      |
| 2012 | This Means War Rise Records        | US11 (2 Wo.)US | Erstveröffentlichung: 17. Januar 2012   |

### EPs
- 2008: If Guns Are Outlawed, Can We Use Swords?